# 伊藤滋 (実業家)
伊藤 滋（いとう しげる、1949年（昭和24年）11月11日 - ）は、日本の実業家。マルハニチロ代表取締役社長 。

## 人物・来歴
山口県出身、1972年同志社大学経済学部卒業後、大洋漁業入社。1997年4月マルハ水産第三部長。2001年6月同取締役選任。2003年4月同常務取締役。
旧マルハプロパーで、再編の末に旧マルハの法人格を継承したマルハニチロ水産の最初で最後の社長に2008年就任。2010年にはマルハニチロホールディングスの代表権のある副社長を併任。
2014年4月、会社再編に伴い発足したマルハニチロ（マルハニチロ水産が、同ホールディングス等を吸収合併）社長に就任した。
2021年4月の春の叙勲で旭日中綬章受章。